# Carrarese Calcio
Carrarese Calcio är en fotbollsklubb från Carrara i Toskana i Italien. Säsongen 2013/2014 spelar laget i Lega Pro Prima Divisione. Klubbens färger är blått och gult.

## Historia
Klubben bildades 1908. Laget tillbringade större delen av sin tidiga historia i olika lokala och halv-professionella serier.
Under 1940-talet gjorde klubben två säsongern i Serie B, vilket får ses som klubbens största framgång.
1978 tog man steget upp i Serie C2 och sedan dess har man spelat antingen i den serien eller serien ovanför, Lega Pro Seconda Divisione.

## Kuriosa
Italiens landslagsmålvakt Gianluigi Buffon, som är född i Carrara, är en av klubbens största ägare. Andra välkända personer som investerat i klubben är Pisas tidigare ägare Maurizio Mian och tidigare skyttekungen och landslagsmannen Cristiano Lucarelli.

## Spelare
Se Spelare i Carrarese Calcio